# Escautpont
Escautpont (flämisch: Scheldebrug; frei übersetzt: Scheldebrücke) ist eine französische Gemeinde mit 4174 Einwohnern (Stand: 1. Januar 2022) im Département Nord in der Region Hauts-de-France. Sie gehört zum Arrondissement Valenciennes und zum Kanton Anzin. Die Einwohner werden Escautpontois(es) genannt.

## Geografie
Escautpont liegt am Rande des Regionalen Naturparks Scarpe-Schelde (französisch: Parc naturel régional Scarpe-Escaut) an der kanalisierten Schelde nahe der Grenze zu Belgien. Escautpont wird umgeben von den Nachbargemeinden Odomez im Norden, Fresnes-sur-Escaut im Nordosten und Osten, Onnaing im Südosten, Bruay-sur-l’Escaut im Süden und Südwesten, Raismes im Westen sowie Bruille-Saint-Amand im Nordwesten. Mit Bruay-sur-l’Escaut und Fresnes-sur-Escaut ist Escautpont baulich zusammengewachsen und bildet einen zusammenhängenden Siedlungsraum als nürdliche Vorstadt von Valenciennes.

## Geschichte
Der historische Name pons Scaldis deutet auf die frühe Querung der Schelde hin. Vermutlich handelte es sich um einen römischen Brückenbau an der Römerstraße von Bavay nach Boulogne-sur-Mer.

## Bevölkerungsentwicklung
| Jahr                       | 1962 | 1968 | 1975 | 1982 | 1990 | 1999 | 2011 | 2020 |
| Einwohner                  | 5953 | 5757 | 5234 | 4742 | 4327 | 4202 | 4227 | 4172 |
| Quellen: Cassini und INSEE |      |      |      |      |      |      |      |      |

## Sehenswürdigkeiten
- frühere Zeche Thiers der Minen von Anzin
- Kirche Saint-Amand

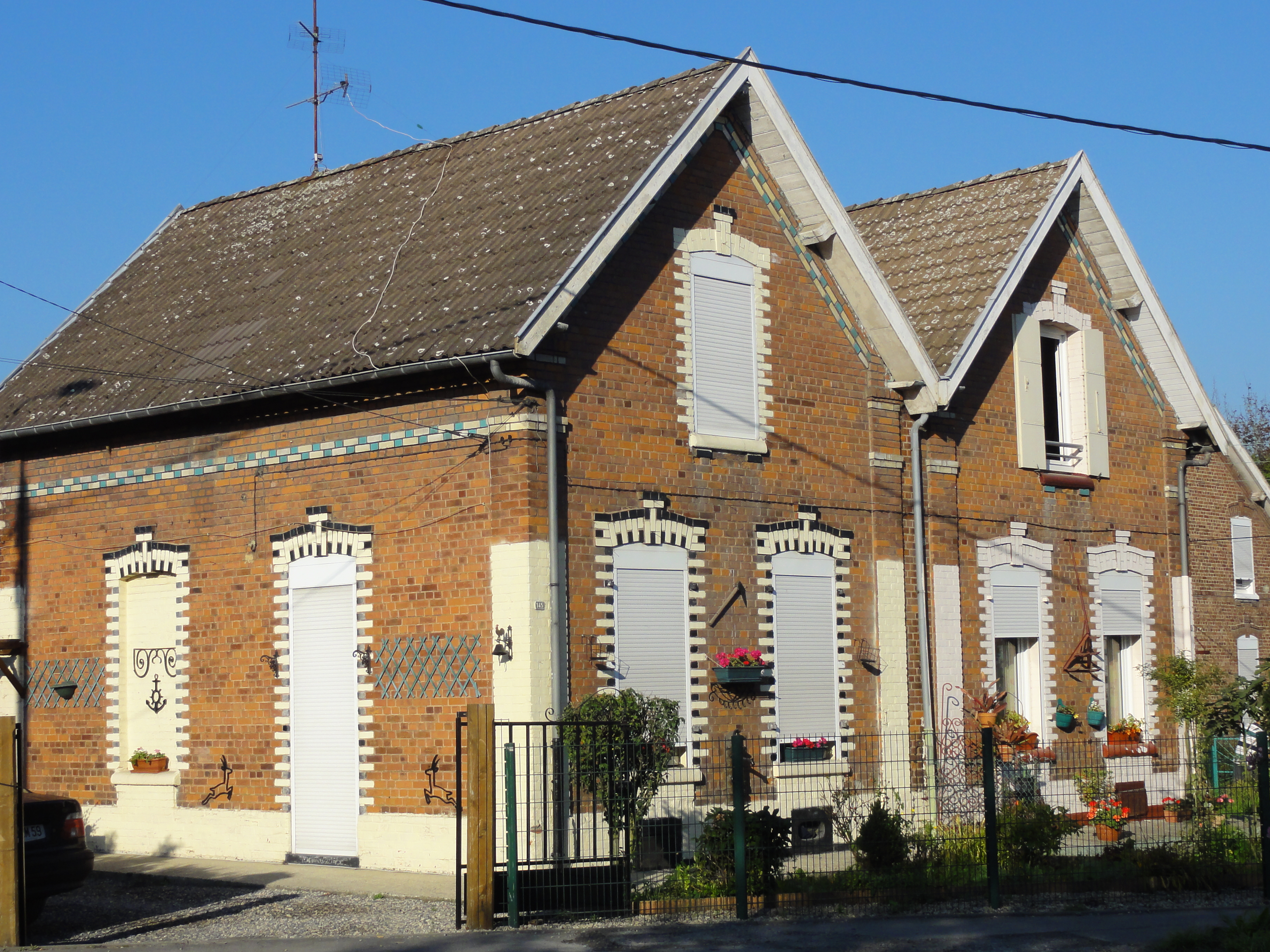
Bergarbeiterhäoser der Siedlung Cités de la fosse Thiers
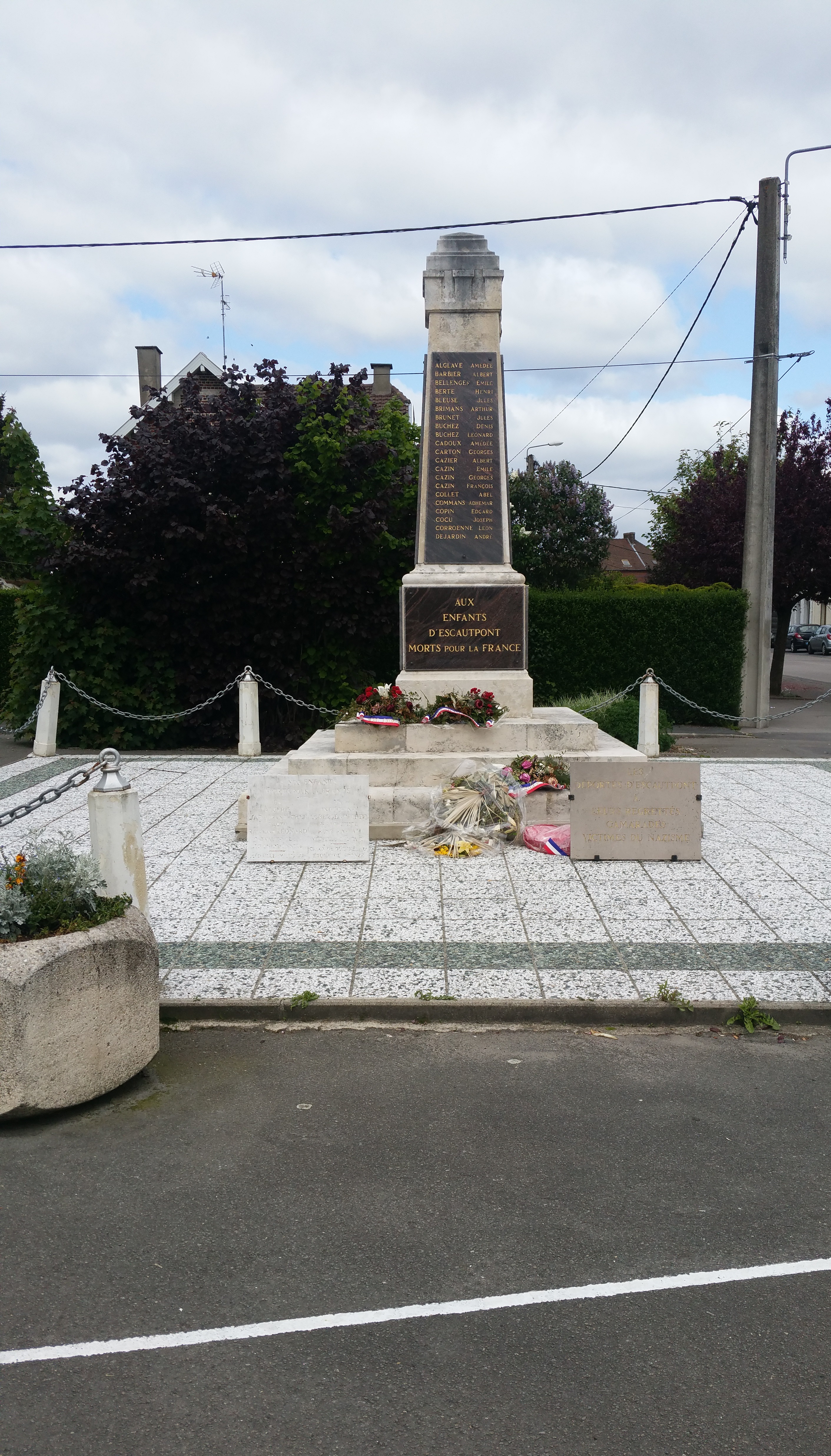
Gefallenendenkmal